# Burbank (hrabstwo Los Angeles)
Burbank – miasto w hrabstwie Los Angeles, stanie Kalifornia, w Stanach Zjednoczonych. Położone ok. 20 km na północny–zachód od centrum Los Angeles, jest znane jako "Stolica Mediów Świata", ze względu na swoje znaczenie dla przemysłu rozrywkowego.

## Dane ogólne
Chociaż w przeszłości przemysł lotniczy (zwłaszcza Lockheed) był dominującym pracodawcą, jego rola zmalała w latach 90. XX wieku. Obecnie główne sektory zatrudnienia to rozrywka, media, opieka zdrowotna i edukacja. Gospodarka Burbank jest silnie związana z przemysłem rozrywkowym. Miasto jest siedzibą lub ma znaczące placówki wielu czołowych firm medialnych i rozrywkowych, w tym:
- Warner Bros.
- The Walt Disney Company
- American Broadcasting Company
- Nickelodeon Animation Studio
- Cartoon Network.

## Klimat
| Miesiąc | Sty  | Lut  | Mar  | Kwi  | Maj  | Cze  | Lip  | Sie  | Wrz  | Paź  | Lis  | Gru  | Roczna |
| --- | ---- | ---- | ---- | ---- | ---- | ---- | ---- | ---- | ---- | ---- | ---- | ---- | ------ |
| Średnie temperatury w dzień [°C]                                                                           | 19,9 | 20,0 | 21,2 | 22,9 | 24,6 | 26,9 | 30,3 | 31,2 | 30,1 | 26,5 | 22,8 | 19,4 | 24,7   |
| Średnie dobowe temperatury [°C]                                                                            | 12,7 | 13,3 | 14,6 | 16,4 | 18,6 | 20,8 | 23,6 | 24,1 | 22,8 | 19,4 | 15,3 | 12,3 | 17,8   |
| Średnie temperatury w nocy [°C]                                                                            | 5,5  | 6,6  | 8,0  | 9,9  | 12,6 | 14,7 | 16,8 | 16,9 | 15,6 | 12,2 | 7,8  | 5,1  | 11,1   |
| Opady [mm]                                                                                                 | 90   | 114  | 75   | 28   | 8,9  | 2,8  | 0,5  | 1,8  | 5,8  | 25   | 27   | 61   | 440    |
| Średnia liczba dni deszczowych                                                                             | 6,2  | 6,8  | 5,8  | 3,3  | 1,4  | 0,7  | 0,2  | 0,4  | 1,0  | 2,5  | 3,0  | 5,2  | 36,5   |
| Źródło: NOAA (liczba dni z opadami dla wartości 0,3 mm, wysokość 237 m n.p.m., 25 km od oceanu, 1981-2010) |      |      |      |      |      |      |      |      |      |      |      |      |        |

## Miasta partnerskie
- Gaborone –  Botswana
- Inczon –  Korea Południowa
- Ōta –  Japonia
- Gmina Solna –  Szwecja
- Arezzo –  Włochy

## Demografia
| Rok  | Liczba ludności |
| ---- | --------------- |
| 1990 | 93 626          |
| 2000 | 100 316         |
| 2010 | 103 340         |
| 2020 | 107 337         |

Według danych pięcioletnich z 2023 roku, 60,5% mieszkańców głównego miasta stanowiła ludność biała (54,1% nie licząc Latynosów), 14,8% miało rasę mieszaną, 11,8% to Azjaci, 3,4% to czarnoskórzy Amerykanie lub Afroamerykanie, 0,7% to rdzenna ludność Ameryki i 0,06% to Hawajczycy i mieszkańcy innych wysp Pacyfiku. Latynosi stanowili 24,6% ludności miasta.
Do największych grup należą osoby pochodzenia meksykańskiego (14,3%), „amerykańskiego” (12,2%), ormiańskiego (11,7%), angielskiego (8,3%), niemieckiego (8,2%), irlandzkiego (7,3%), włoskiego (5,4%), filipińskiego (4,3%), afroamerykańskiego, chińskiego (2,8%) i salwadorskiego (2,4%).
29,3% mieszkańców Burbank urodziło się poza granicami Stanów Zjednoczonych. 